# Rajd Argentyny 1991
Rajd Argentyny 1991 (11. Rally YPF Argentina) – 11 Rajd Argentyny, rozgrywany w Argentynie w dniach 23-27 lipca. Była to ósma runda Rajdowych Mistrzostw Świata w roku 1991. Rajd został rozegrany na szutrze.

## Wyniki końcowe rajdu[1]
| Msc.                   | Kierowca               | Pilot                  | Samochód                   | Czas                   | Strata                 | Grupa                  | Punkty                 |
| Klasyfikacja generalna | Klasyfikacja generalna | Klasyfikacja generalna | Klasyfikacja generalna     | Klasyfikacja generalna | Klasyfikacja generalna | Klasyfikacja generalna | Klasyfikacja generalna |
| ---------------------- | ---------------------- | ---------------------- | -------------------------- | ---------------------- | ---------------------- | ---------------------- | ---------------------- |
| 1                      | Carlos Sainz           | Luís Moya              | Toyota Celica GT-Four      | 6:37.31                | 0.0                    | A8                     | 20                     |
| 2.                     | Miki Biasion           | Tiziano Siviero        | Lancia Delta Integrale 16V | 6:37.39                | +0.08                  | A8                     | 15                     |
| 3.                     | Didier Auriol          | Bernard Occelli        | Lancia Delta Integrale 16V | 6:38.36                | +1.05                  | A8                     | 12                     |
| 4.                     | Juha Kankkunen         | Juha Piironen          | Lancia Delta Integrale 16V | 6:43.24                | +5.53                  | A8                     | 10                     |
| 5.                     | Jorge Recalde          | Martin Christie        | Lancia Delta Integrale 16V | 6:49.30                | +11.59                 | A8                     | 8                      |
| 6.                     | Mikael Ericsson        | Claes Billstam         | Toyota Celica GT-Four      | 6:50.13                | +12.42                 | A8                     | 6                      |
| 7.                     | Mohammed Bin Sulayem   | Ronan Morgan           | Toyota Celica GT-Four      | 7:11.09                | +33.38                 | A8                     | 4                      |
| 8.                     | Gustavo Trelles        | Ricardo Ivetich        | Lancia Delta Integrale 16V | 7:14.02                | +36.31                 | A8                     | 3                      |
| 9.                     | Grégoire De Mévius     | Hervé Sauvage          | Mazda 323 GTX              | 7:35.19                | +57.48                 | N4                     | 2                      |
| 10.                    | Minna Sillankorva      | Michela Marangoni      | Lancia Delta Integrale 16V | 7:36.24                | +58.53                 | A8                     | 1                      |

## Klasyfikacja po 8 rundach
Tabele przedstawiają tylko pięć pierwszych miejsc.

### Kierowcy
| Lp. | Kierowca        | Pkt |
| --- | --------------- | --- |
| 1   | Carlos Sainz    | 115 |
| 2   | Juha Kankkunen  | 83  |
| 3   | Didier Auriol   | 66  |
| 4   | Massimo Biasion | 54  |
| 5   | Markku Alén     | 30  |

### Producenci
| Lp. | Producent | Pkt |
| --- | --------- | --- |
| 1   | Toyota    | 114 |
| 2   | Lancia    | 108 |
| 3   | Ford      | 28  |
| 4   | Subaru    | 20  |
| 5   | Mazda     | 20  |